# Selección de rugby de Kazajistán
La selección de rugby de Kazajistán es el equipo representativo de la Federación Kazaja de Rugby.

## Reseña
La selección kazaja disputó su primer partido en 1994 y su primera participación en torneos fue en 1998.
Aún no ha participado de ninguna edición de la Copa del Mundo pero interviene en los procesos regionales de clasificación. Su primer intento de clasificación fue para la edición de Australia 2003 y la de mejor rendimiento fue para la edición de Nueva Zelanda 2011 que llegó a disputar un repechaje intercontinental.
A nivel asiático ha competido en numerosos campeonatos de Asia Rugby. Durante la etapa del Asian 5 Nations clasificó en la primera división, y en el 2009 alcanzó el subcampeonato, siendo este su mejor desempeño continental.
En los últimos años ha descendido de categoría por bajo rendimiento y por abandono de torneos. En el 2018 disputó un torneo regional (4ª categoría).

## Palmarés
- Asia Rugby Championship Division 1 (2): 2007, 2014

## Participación en copas
| - No ha clasificado Para los mundiales de Nueva Zelanda 1987 e Inglaterra 1991 vea selección de rugby de la Unión Soviética - Asian Championship Division 2 2002: 4º puesto - Asian Championship Division 2 2004: 3º puesto - Asian Championship Division 2 2006: Campeón invicto - Asian 5 Nations 2008: 4º puesto - Asian 5 Nations 2009: 2º puesto - Asian 5 Nations 2010: 3º puesto - Asian 5 Nations 2011: 4º puesto - Asian 5 Nations 2012: 5º puesto (último) | - Asian 5 Nations Division 1 2013: 2º puesto - Asian 5 Nations Division 1 2014: Campeón (compartido) - ARC Division 1 2015: 3º puesto - ARC Division 1 2016: no participó - ARC Division 2 2017: no participó - ARC Division 2 2019: 3º puesto - ARC Division 3 2018: 1º puesto en Central - Juegos Asiáticos 1998: 6° puesto - Crescent Cup 2015: 3º puesto |